# Marinetrap

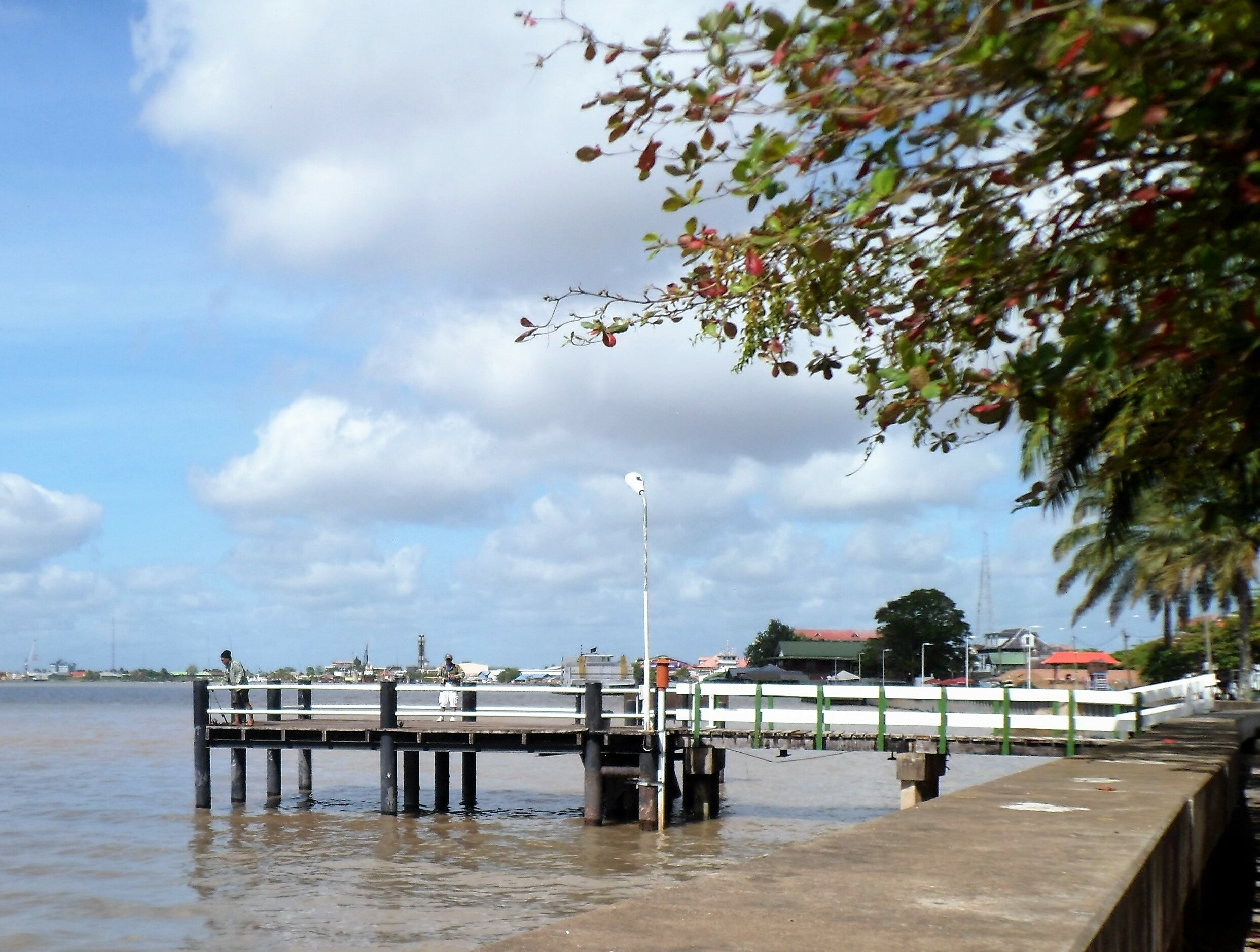
Marinetrap in maart 2020

De Marinetrap is een steiger aan de Waterkant in Paramaribo, Suriname, ter hoogte van het Onafhankelijkheidsplein, bij De Nationale Assemblée en tientallen meters stroomafwaarts vanaf de Stenen Trap.
De steiger was historisch de aanlegplaats voor officiële gouvernementsboten en schepen met immigranten. Het is een van de drie belangrijke steigers van de stad, naast de SMS-steiger (bij de Waag) en de veersteiger (bij het centrale busstation).
De trap werd medio 19e eeuw ook door vrouwen uit verschillende bevolkingsgroepen gebruikt om kleding te wassen. De marinetrap diende in de eerste helft van de 20e eeuw geregeld als eindpunt voor zwemwedstrijden, met startpunten als Domburg, Tout Lui Faut, Beekhuizen en de KNSM-steiger (later SMS-steiger). In deze jaren was dit niettemin al bezwaarlijk vanwege de bedenkelijke hygiënische kwaliteit van het water.
Het bouwwerk werd in 2023 van nieuwe planken voorzien.

## Galerij

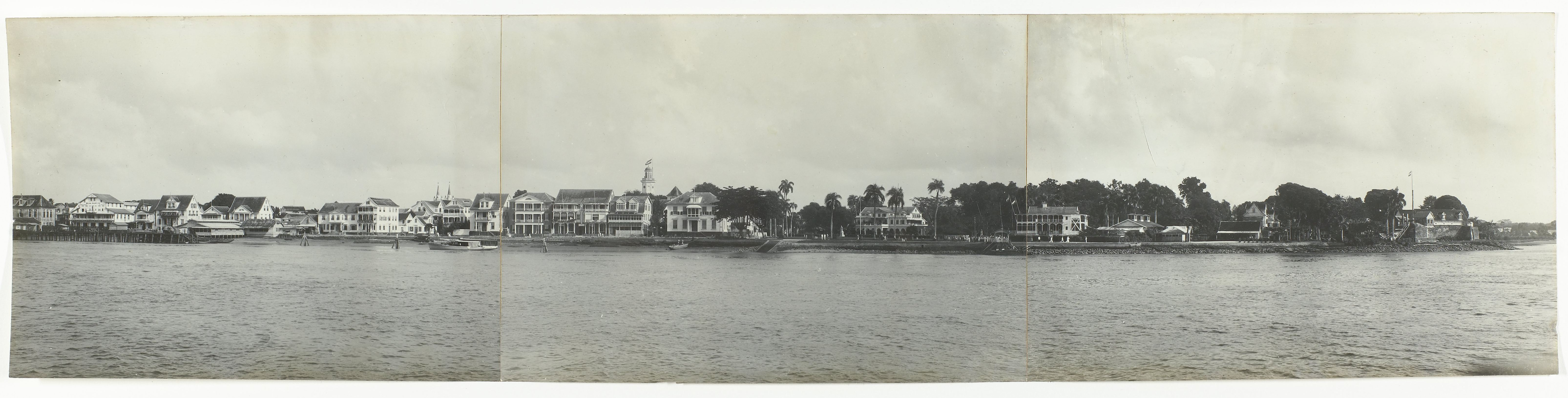
Kade van Paramaribo, middelste foto: links de Stenen Trap en rechts de Marinetrap